# Liste des conseillers départementaux de l'Ardèche
Pour un article plus général, voir Conseil départemental de l'Ardèche.
Le conseil départemental de l'Ardèche est composé de 34 membres (17 conseillers départementaux et 17 conseillères départementales) issus des 17 cantons de l'Ardèche.
Ils ont été élus lors des élections départementales des 22 et 29 mars 2015.
| Parti                                | Sigle | Sigle | Élus | Groupes                           |
| ------------------------------------ | ----- | ----- | ---- | --------------------------------- |
| Majorité (24 sièges)                 |       |       |      |                                   |
| Parti socialiste                     |       | PS    | 22   | Majorité départementale de gauche |
| Parti communiste français            |       | PCF   | 1    | Majorité départementale de gauche |
| Parti radical de gauche              |       | PRG   | 1    | Majorité départementale de gauche |
| Opposition (10 sièges)               |       |       |      |                                   |
| Les Républicains                     |       | LR    | 8    | Ardèche avenir                    |
| Union des démocrates et indépendants |       | UDI   | 2    | Ardèche avenir                    |
| Président du Conseil départemental   |       |       |      |                                   |
| Laurent Ughetto (PS)                 |       |       |      |                                   |

## Liste des membres
| Canton               | 2015-2021             | Parti | Parti | 2021-2027 | Parti | Parti |
| -------------------- | --------------------- | ----- | ----- | --------- | ----- | ----- |
| Annonay-1            | Camille Jullien       |       | LR    |           |       |       |
| Annonay-1            | Marc-Antoine Quenette |       | LR    |           |       |       |
| Annonay-2            | Stéphanie Barbato     |       | PS    |           |       |       |
| Annonay-2            | Simon Plénet          |       | PS    |           |       |       |
| Aubenas-1            | Jean-Pierre Constant  |       | LR    |           |       |       |
| Aubenas-1            | Anne Ventalon         |       | LR    |           |       |       |
| Aubenas-2            | Sabine Buis           |       | PS    |           |       |       |
| Aubenas-2            | Max Chaze             |       | PS    |           |       |       |
| Bourg-Saint-Andéol   | Christine Malfoy      |       | PS    |           |       |       |
| Bourg-Saint-Andéol   | Pascal Terrasse       |       | PS    |           |       |       |
| Haut-Eyrieux         | Laëtitia Serre        |       | PS    |           |       |       |
| Haut-Eyrieux         | Maurice Weiss         |       | PRG   |           |       |       |
| Guilherand-Granges   | Jacques Dubay         |       | UDI   |           |       |       |
| Guilherand-Granges   | Sylvie Gaucher        |       | UDI   |           |       |       |
| Le Haut-Vivarais     | Laëtitia Bourjat      |       | LR    |           |       |       |
| Le Haut-Vivarais     | Jean-Paul Vallon      |       | LR    |           |       |       |
| Pouzin               | Robert Cotta          |       | PCF   |           |       |       |
| Pouzin               | Dominique Palix       |       | PS    |           |       |       |
| Privas               | Sandrine Chareyre     |       | PS    |           |       |       |
| Privas               | Hervé Saulignac       |       | PS    |           |       |       |
| Sarras               | Denis Duchamp         |       | PS    |           |       |       |
| Sarras               | Brigitte Royer        |       | PS    |           |       |       |
| Berg-Helvie          | Sylvie Dubois         |       | PS    |           |       |       |
| Berg-Helvie          | Olivier Peverelli     |       | PS    |           |       |       |
| Haute-Ardèche        | Jérôme Dalverny       |       | PS    |           |       |       |
| Haute-Ardèche        | Bernadette Roche      |       | PS    |           |       |       |
| Tournon-sur-Rhône    | Christine Four        |       | LR    |           |       |       |
| Tournon-sur-Rhône    | Frédéric Sausset      |       | LR    |           |       |       |
| Vallon-Pont-d'Arc    | Laurence Allefresde   |       | PS    |           |       |       |
| Vallon-Pont-d'Arc    | Laurent Ughetto       |       | PS    |           |       |       |
| Cévennes ardéchoises | Bérengère Bastide     |       | PS    |           |       |       |
| Cévennes ardéchoises | Raoul L'Herminier     |       | PS    |           |       |       |
| Rhône-Eyrieux        | Christian Feroussier  |       | PS    |           |       |       |
| Rhône-Eyrieux        | Martine Finiels       |       | PS    |           |       |       |